# Johann Bernhard Fischer
Johann Bernhard Fischer, od roku 1696 psán z Erlachu (20. června 1656 Štýrský Hradec – 5. dubna 1723 Vídeň), byl rakouský barokní architekt, stavitel a designér, který působil také v Čechách a na Moravě.

## Život
Narodil se v rodině štýrského sochaře Johanna Baptisty Fischera ve Štýrském Hradci. U otce se také nejprve vyučil sochařem. Pak odešel do Říma, kde působil v letech 1670–1686. Nejprve studoval architekturu u Philippa Schora, pracoval mj. u Gianlorenza Berniniho.
V letech 1686–1688 působil v Neapoli ve službách španělského krále. Pak nastoupil ve Vídni jako učitel budoucího císaře Karla VI., pro jehož korunovaci projektoval triumfální bránu.
Byl dvakrát ženat, s první manželkou Žofií Konstancií Morgnerovou z Regensburgu měl čtyři děti. Jeho syn Josef Emanuel Fischer z Erlachu byl také významným rakouským architektem.

## Dílo
Patřil k nejvýznamnějším architektům radikálního baroka nejen v německy mluvících zemích. Pracoval především ve službách rakouského císařského dvora ve Vídni). Kromě projektů v Hofburgu (sál dnešní Rakouské národní knihovny, fasády a brána s bojujícími giganty), Dvorních koníren (dnešní MuseumsQuartier) a zámku Schönbrunn navrhl například palác České dvorské kanceláře ve Vídni. Spolupracoval také například s architektem Johannem Lukasem Hildebrandtem, od něhož převzal stavbu Schwarzenberského paláce ve Vídni, a který naopak dokončil Fischerův projekt Zimního paláce prince Evžena Savojského ve Vídni. Jeho největším a nejvýznamnějším dílem je projekt kostela morového patrona sv. Karla Boromejského (Karlskirche) českého řádu křižovníků s červenou hvězdou ve Vídni. V Salcburku vyprojektoval 4 kostely.
V Čechách projektoval a postavil Clam-Gallasův palác v Husově ulici na Starém Městě pražském. Nakreslil návrh na monstranci Zlaté slunce pro pokladnici Lorety v Praze na Hradčanech.
Na jižní Moravě projektoval budovu jízdárny na zámku Lednice; pro hraběte Althanna navrhl Sál předků na zámku ve Vranově nad Dyjí. Dále navrhl kašnu Parnas na Zelném trhu v Brně.

## Galerie

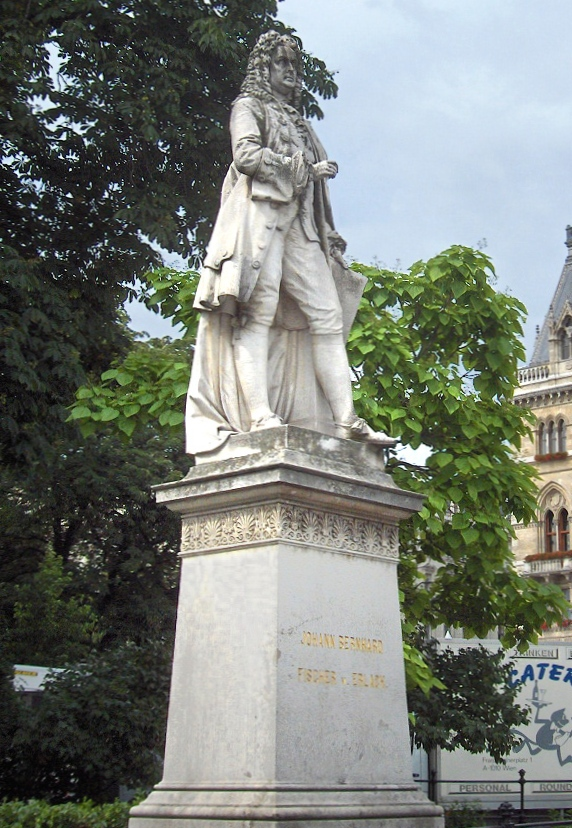
Pomník J. B. Fischera ve Vídni
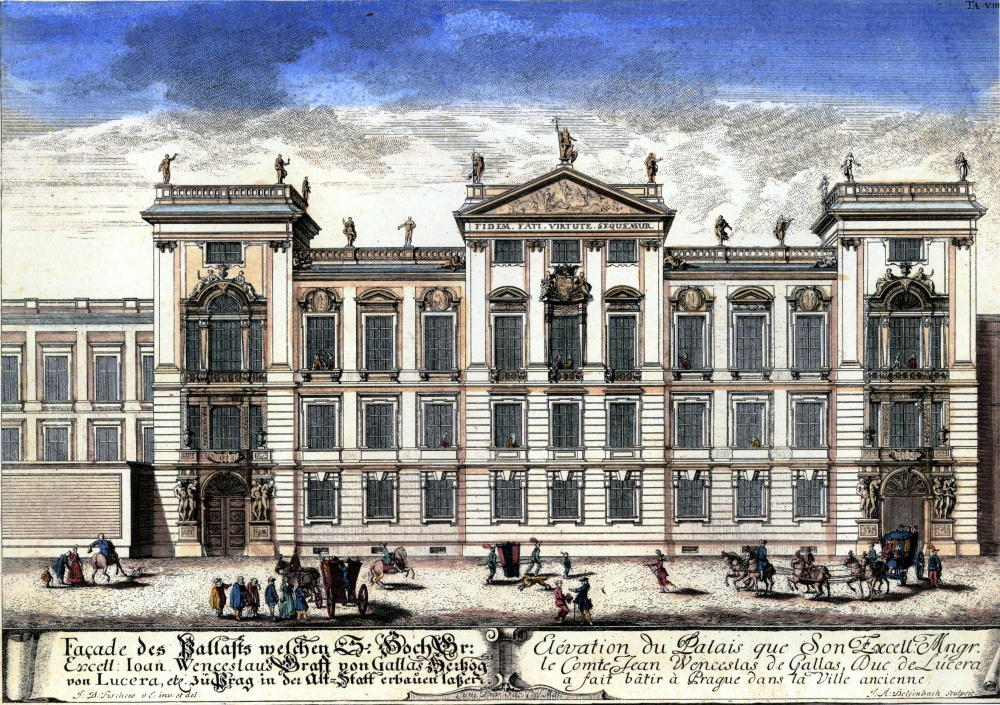
Clam-Gallasův palác v Praze (hlavní průčelí)
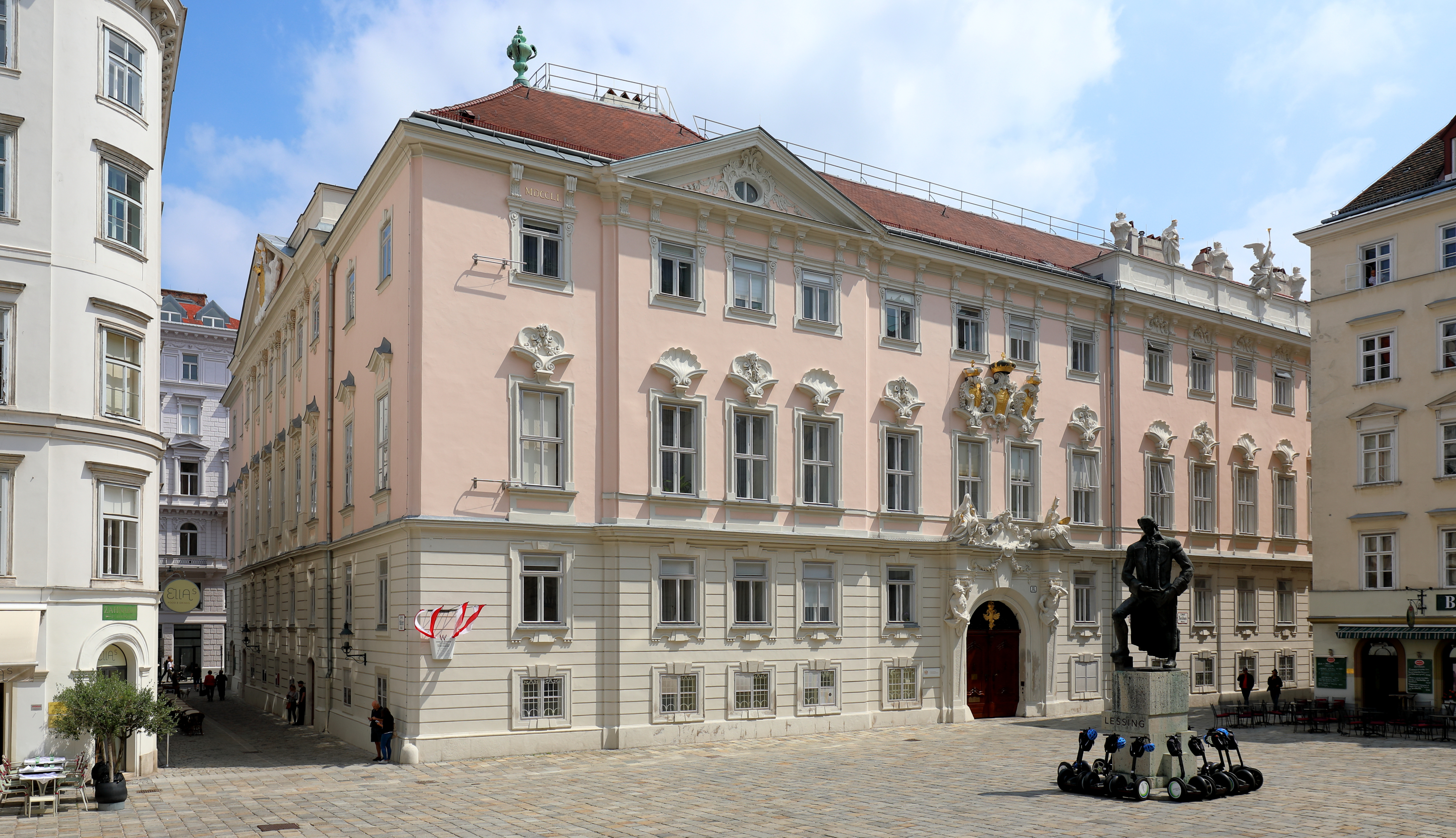
Česká dvorská kancelář ve Vídni
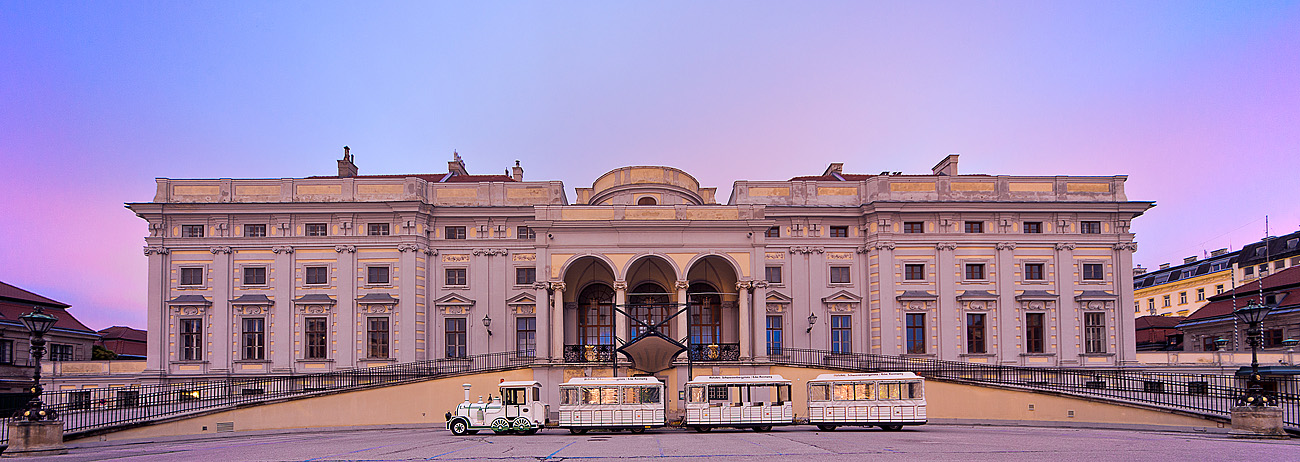
Schwarzenberský palác na Schwarzenberském náměstí, Vídeň
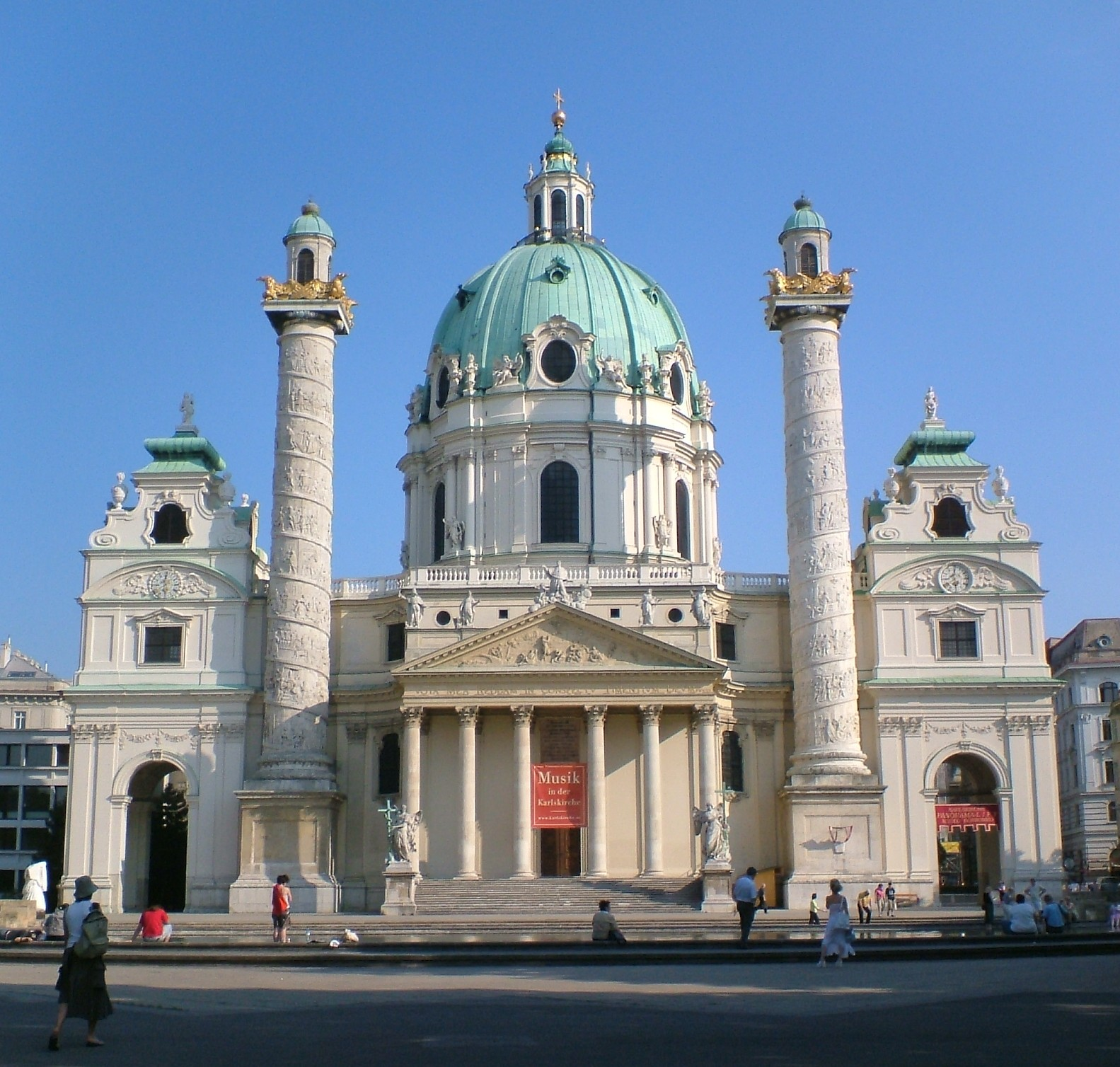
Karlskirche ve Vídni
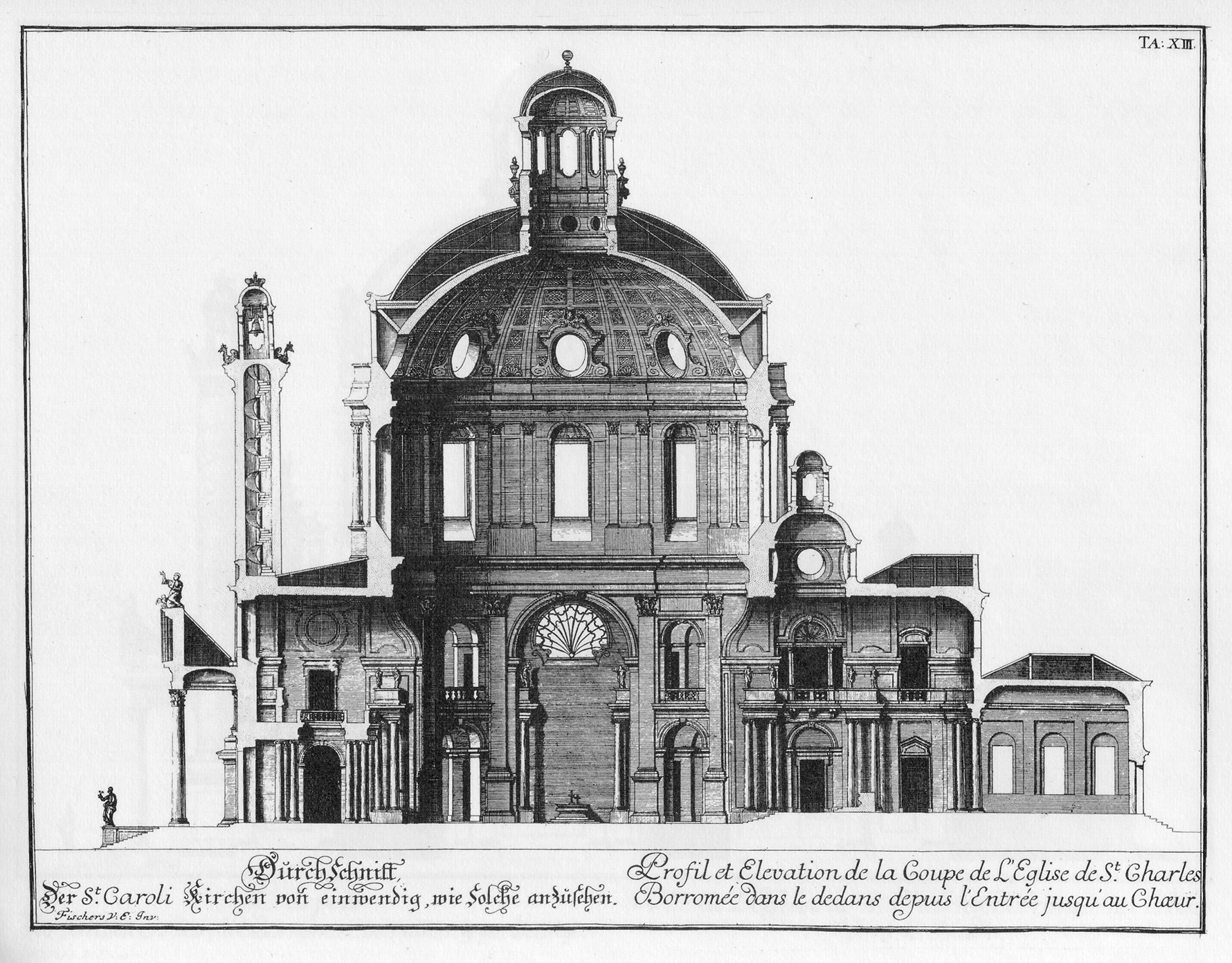
Karlskirche (podélný řez)
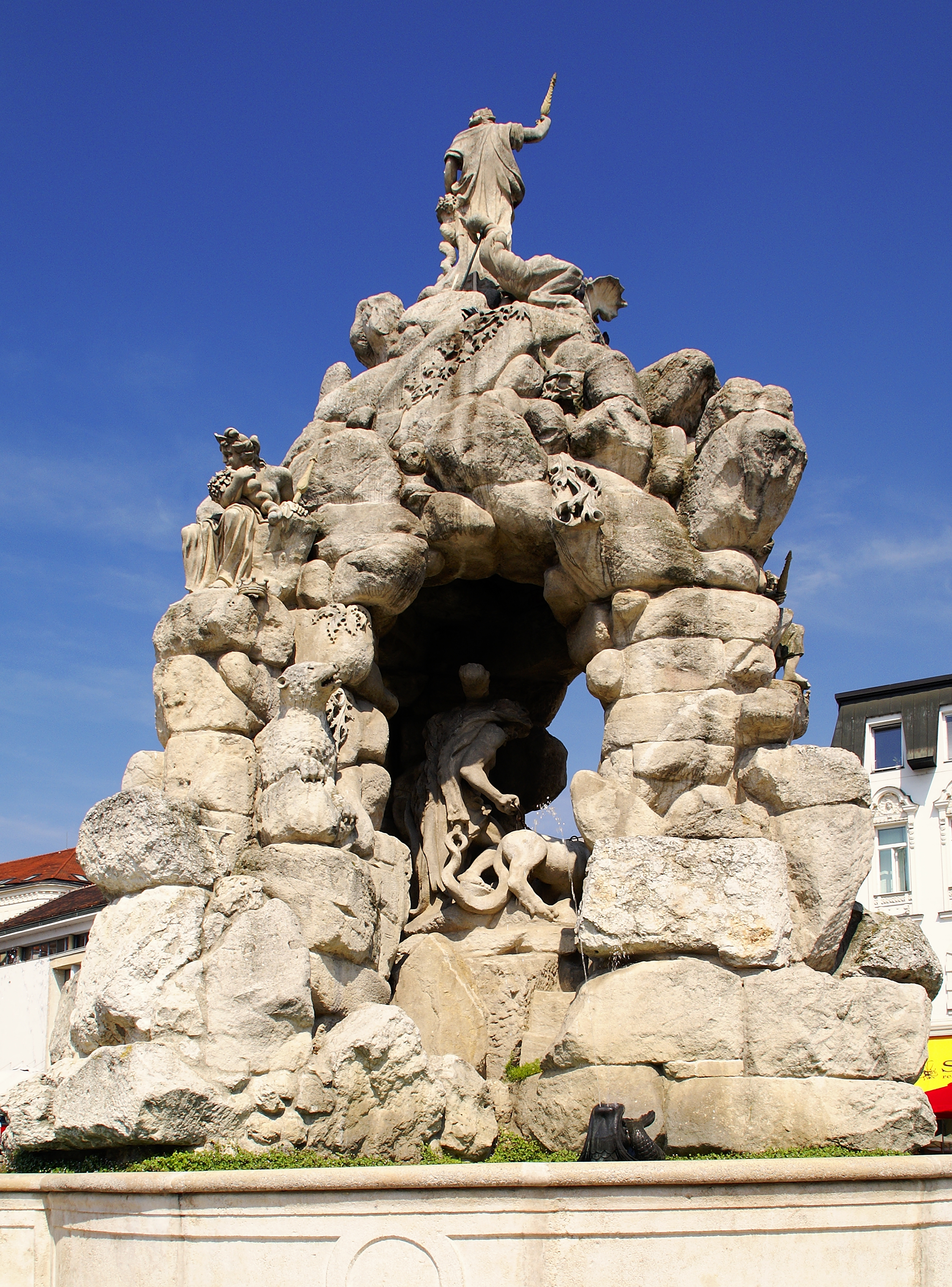
Kašna Parnas na Zelném trhu v Brně